# Альба, Джессика
Дже́ссика Мари́ А́льба (англ. Jessica Marie Alba; род. 28 апреля 1981, Помона, Калифорния, США) — американская актриса

 и предприниматель.
Теле- и кинокарьера для Альбы началась в 13 лет с её появления в фильме «Затерянный лагерь» и сериале «Тайный мир Алекс Мак» (1994). Стала известной благодаря главной роли в телесериале «Тёмный ангел» (2000—2002). Позже Джессика снималась в различных фильмах, включая «Город грехов» (2005), «Фантастическая четвёрка» (2005), «Фантастическая четвёрка 2: Вторжение Серебряного сёрфера» и «Удачи, Чак» (2007).
Альба по результатам голосования на веб-портале AskMen.com стала номером один в списке «99 самых желанных женщин» 2006 года, так же, как и «Самой сексуальной женщиной в мире» по версии журнала FHM в 2007 году. Джессика получила множество наград за свои работы, включая Teen Choice Award и «Сатурн» в категории «Лучшая телеактриса» и номинацию на «Золотой глобус» за работу в сериале «Тёмный ангел».

## Ранние годы
Родилась 28 апреля 1981 года в городе Помона, штат Калифорния, США в семье Кэтрин (урождённой Йенсен) и Марка Альба. У матери Джессики есть датские и франкоканадские корни, а отец — американец мексиканского происхождения. У Джессики есть младший брат Джошуа. Карьера её отца в Военно-воздушных силах заставляла семью жить в Билокси, Миссисипи, и Дель-Рио, Техас, прежде чем вернуться обратно в Калифорнию.
Детство и юность Джессики были отмечены множеством болезней: у неё дважды был ателектаз, пневмония 4-5 раз в год, киста на миндалинах. Это изолировало её от других детей в школе, потому что она была в больнице настолько часто, что никто не знал её достаточно хорошо для того, чтобы оказать поддержку. Также девочка страдала синдромом навязчивых состояний. Тем не менее её здоровье улучшилось, когда семья переехала в Калифорнию.
Альба интересовалась актёрским мастерством с пяти лет. В возрасте 12 лет она посетила своё первое занятие по актёрскому мастерству, а уже 9 месяцев спустя подписала контракт с агентом. После того, как Джессика окончила среднюю школу в 16 лет, она изучала актёрское мастерство у Уильяма Мэйси и его жены Фелисити Хаффман в театральной студии «Atlantic Theater Company», которую Мэйси основал вместе с режиссёром и сценаристом Дэвидом Маметом.

## Карьера

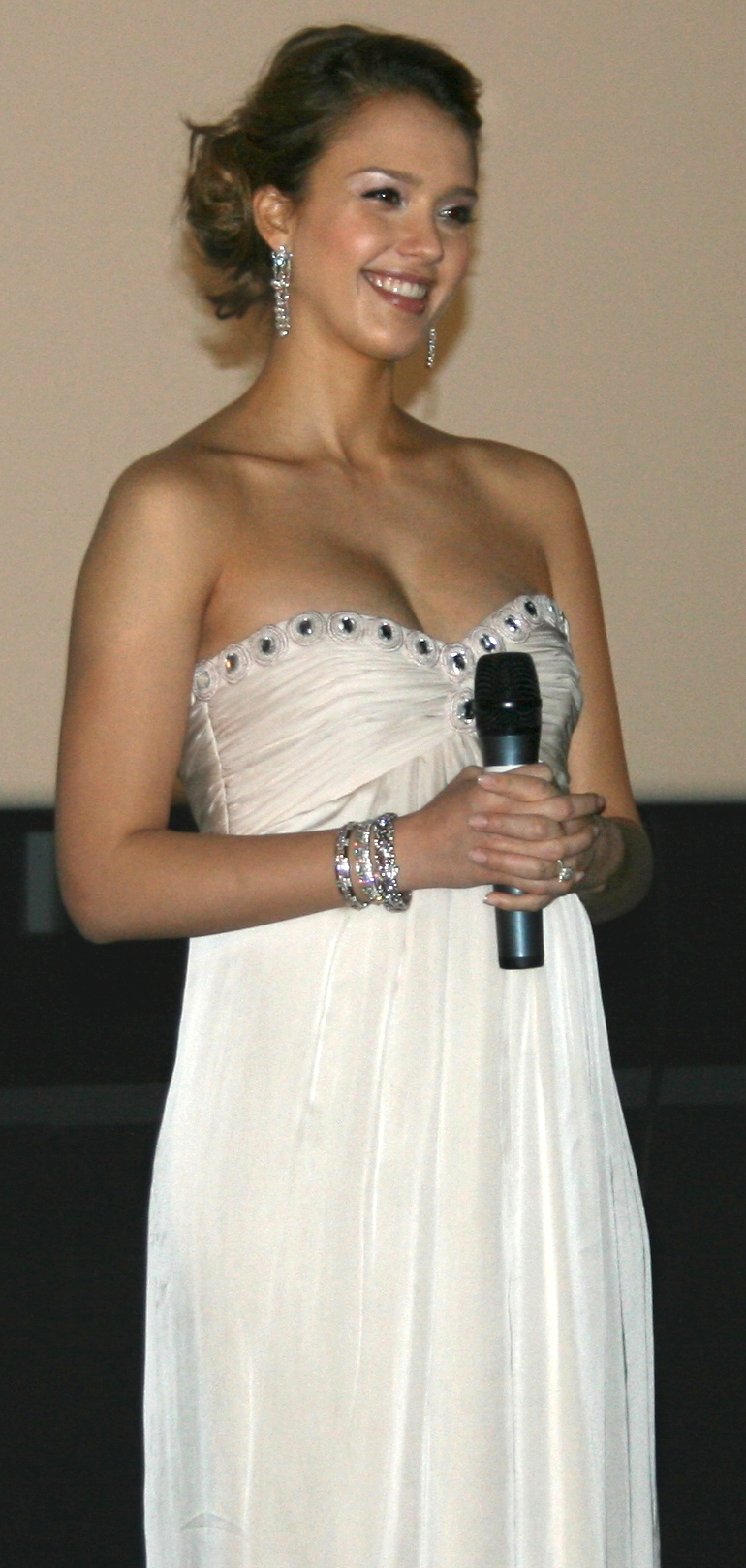
Джессика в 2008 году в Париже на премьере фильма «Глаз»

Первым появлением на экране стала маленькая роль в фильме «Затерянный лагерь» (1994). Первоначально она была нанята на срок в две недели, но её роль превратилась в двухмесячную работу. Альба появилась в двух рекламных роликах для Nintendo и J. C. Penney, а также сыграла в нескольких независимых фильмах. Джессика стала известна широкой публике в 1994 году ролью Джессики в трёх эпизодах комедийного сериала телеканала Nickelodeon «Тайный мир Алекс Мак». Тогда же она исполнила роль Майи в первых двух сезонах сериала «Флиппер».
В 1998 году она появилась в роли Мелиссы Хауэр в эпизоде первого сезона криминальной драмы «Южный Бруклин», а также в роли Лиэнн в двух эпизодах сериала «Беверли-Хиллз 90210» и в роли Лэйлы в эпизоде сериала «Лодка любви». В 1999 году она появилась в комедии Рэнди Куэйда «Панки». Дебютом в Голливуде для актрисы стала романтическая комедия «Нецелованная», а также хоррор-комедия «Рука-убийца» (1999).
Прорывом для неё стал кастинг у Джеймса Кэмерона, который отобрал её из 1200 других претенденток на роль генетически спроектированного суперсолдата Макс Гевары в телесериале «Тёмный ангел». Во время подготовки к «Тёмному ангелу» Джессика обучалась в течение трёх часов каждый день, начала морить себя голодом и стала очень худой. Она признаёт, что в тот момент у неё, возможно, были проблемы, связанные с расстройствами питания. Сериал «Тёмный ангел» сделал Альбу популярной. Она получила премию Teen Choice Award в категории «Актриса», премию «Сатурн» и номинацию на «Золотой глобус» за роль Макс Гевары.
Она часто начала появляться в списках самых сексуальных женщин планеты. В 2006 году Джессика получила премию канала MTV «Sexiest Performance» за роль в фильме «Город грехов». В то же время она часто подвергалась резкой критике: Альба была трижды номинирована на «Золотую малину» в 2006, 2008 и 2009 годах.
Самые известные её роли — хореограф в «Лапочке», экзотическая стриптизёрша Нэнси Каллахан в «Городе грехов» и Сьюзан Шторм / Женщина-невидимка в экранизации комикса о Фантастической четвёрке и его продолжении. Позже она снялась в фильмах «Добро пожаловать в рай!» и «Удачи, Чак». В 2006 году Джессика была ведущей церемонии MTV Movie Awards и сыграла в маленьких пародиях на фильмы «Кинг-Конг», «Миссия невыполнима 3» и «Код да Винчи».

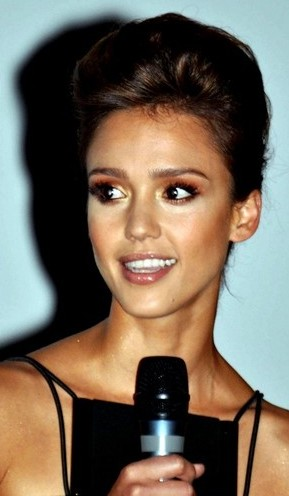
В 2010 году в Париже на презентации фильма «Убийца во мне»

В 2008 году Джессика появилась в фильме ужасов «Глаз», ремейке оригинального гонконгского фильма ужасов. Хотя фильм не был хорошо принят критиками, игра Альбы получила как положительные, так и отрицательные отзывы. За эту роль актриса была номинирована на «Золотую малину» в категории «Худшая актриса» и получила премию Teen Choice Award за лучшую женскую роль в фильме ужасов. Также в 2008 году Джессика снялась вместе с Майком Майерсом и Джастином Тимберлейком в комедии «Секс Гуру». Этот фильм провалился в прокате и был негативно оценён критиками. Игра Альбы в нём также была оценена невысоко, и она опять получила номинацию на «Золотую малину».
В начале 2010 года на кинофестивале «Сандэнс» состоялась премьера триллера Майкла Уинтерботтома «Убийца внутри меня», в котором Джессика сыграла роль проститутки Джойс Лэйкланд. Фильм был оценён значительно выше предыдущих работ Альбы, хоть и получил смешанные рецензии из-за наличия в нём жестоких сцен.
12 февраля 2010 года на экраны вышла романтическая комедия Гарри Маршалла «День Святого Валентина», в которой Джессика снялась вместе с Джулией Робертс, Энн Хэтэуэй, Эштоном Кутчером, Дженнифер Гарнер и Брэдли Купером.
Следующей работой Альбы в 2010 году стал комедийный боевик Роберта Родригеса «Мачете», который рассказывает о мексиканском киллере, которого подставили собственные наниматели. Фильм неудачно прошёл в прокате, но получил множество положительных отзывов в СМИ. В «Мачете» Джессика сыграла сотрудницу отдела по борьбе с незаконной миграцией, которая занимается розыском нелегальных мигрантов. Кроме Альбы в этом фильме сыграли Дэнни Трехо, Роберт Де Ниро, Мишель Родригес, Стивен Сигал и Линдси Лохан.
7 октября 2010 года на международном кинофестивале в Хэмптонсе состоялась премьера драмы Мэрилин Агрело «Тайный знак», в котором Джессика сыграла учительницу математики с психологическими проблемами. Когда фильм выйдет в широкий прокат, на данный момент неизвестно.
В декабре 2010 года состоялась премьера третьей части франшизы «Знакомство с родителями» под названием «Знакомство с Факерами 2», в котором Альба сыграла второстепенную роль сотрудницы фармакологической компании. В 2011 году Джессика снялась в фильме «Дети шпионов 4D», который стал её третьим сотрудничеством с Робертом Родригесом.

## Образ

Обложка мартовского номера журнала Playboy за 2006 год

В 2001 году Джессика заняла первое место в Hot 100 журнала Maxim. В 2005 году она была названа одной из 50 самых красивых людей планеты по версии журнала People, а в 2007 году попала в список 100 самых красивых людей. В 2002 году Альба заняла пятое место в рейтинге самых сексуальных актрис по результатам опроса портала Hollywood.com, шестое по версии журнала FHM и двенадцатое в списке «102 самых сексуальных женщин планеты» по версии журнала Stuff. В 2005 году она заняла пятое место в Hot 100 журнала Maxim.
В 2006 году актриса появилась в бикини на обложке журнала «Плейбой» и была названа самой сексуальной звездой года. Из-за этого Альба подала в суд на журнал за использование её фотографий без её согласия. На обложке была фотография, сделанная ею во время промокампании фильма «Добро пожаловать в рай». Тем не менее, вскоре Джессика отозвала иск, получив личные извинения владельца «Плейбоя» Хью Хефнера, который согласился сделать пожертвования в две благотворительные организации, которым Альба оказывала поддержку.
В 2006 году Джессика заняла третье место в списке «101 самое сексуальное тело звезды» телеканала E!. В том же году по опросу пользователей портала AskMen.com она стала номером один в списке 99 самых сексуальных женщин. Альба считается одной из самых привлекательных женщин в мире после того, как заняла первое место в Hot 100 журнала Maxim. В 2007 году актриса была на четвёртом месте в списке ста самых сексуальных кинозвёзд по версии журнала Empire. В 2008 году Альба заняла тридцать четвёртое место в Hot 100 Maxim и была названа журналом GQ одной из 25 самых сексуальных актрис всех времён и народов.
Джессика обеспокоена тем, что её образ «сексуальной куколки» сказывается на её карьере и на предложениях, которые она получает, комментируя это фразой: «Что-то я не думаю, что это происходит с Натали Портман». В интервью Джессика сказала, что хочет восприниматься серьёзно как актриса, но вынуждена принимать участие в проектах, в которых она не заинтересована, чтобы сделать карьеру, также заявив, что в дальнейшем она хочет быть более избирательной в предложениях. Альба придерживается строгого условия «не обнажаться» в своих контрактах. У неё была возможность появиться обнажённой в фильме «Город грехов», но она отклонила предложение, сказав: «Я не снимаюсь обнажённой. Я просто этого не делаю. Может, это делает меня плохой актрисой. Может, я буду лишена некоторых привилегий. Но это важно для меня».

## Личная жизнь

### Религия
С детства Джессика была христианкой католического вероисповедания, но ушла из церкви, так как чувствовала, что там её судят по внешности. Она это прокомментировала: «Пожилые люди осуждали меня, и мой пастор объяснил мне, что это из-за того, что я ношу провокационную одежду, хотя я такую и не носила. Просто это делало меня желанной для другого пола, это была моя вина, и это заставило меня стыдиться своего тела и просто быть женщиной».
Кроме того, Альба возражала против осуждения церковью добрачного секса, а также против отсутствия в Библии важных женских персонажей: «Я думала, что Библия — хороший жизненный гид, но это определённо не так, поэтому я буду жить своей жизнью». Её религиозность начала убывать в возрасте 15 лет, когда её пригласили на съёмки одного из эпизодов сериала «Надежда Чикаго» в 1996 году. Её друзья отрицательно отреагировали на эту роль, и она начала терять веру в церковь. Однако, она заявила, что всё ещё верит в Бога, несмотря на уход из церкви.

### Отношения

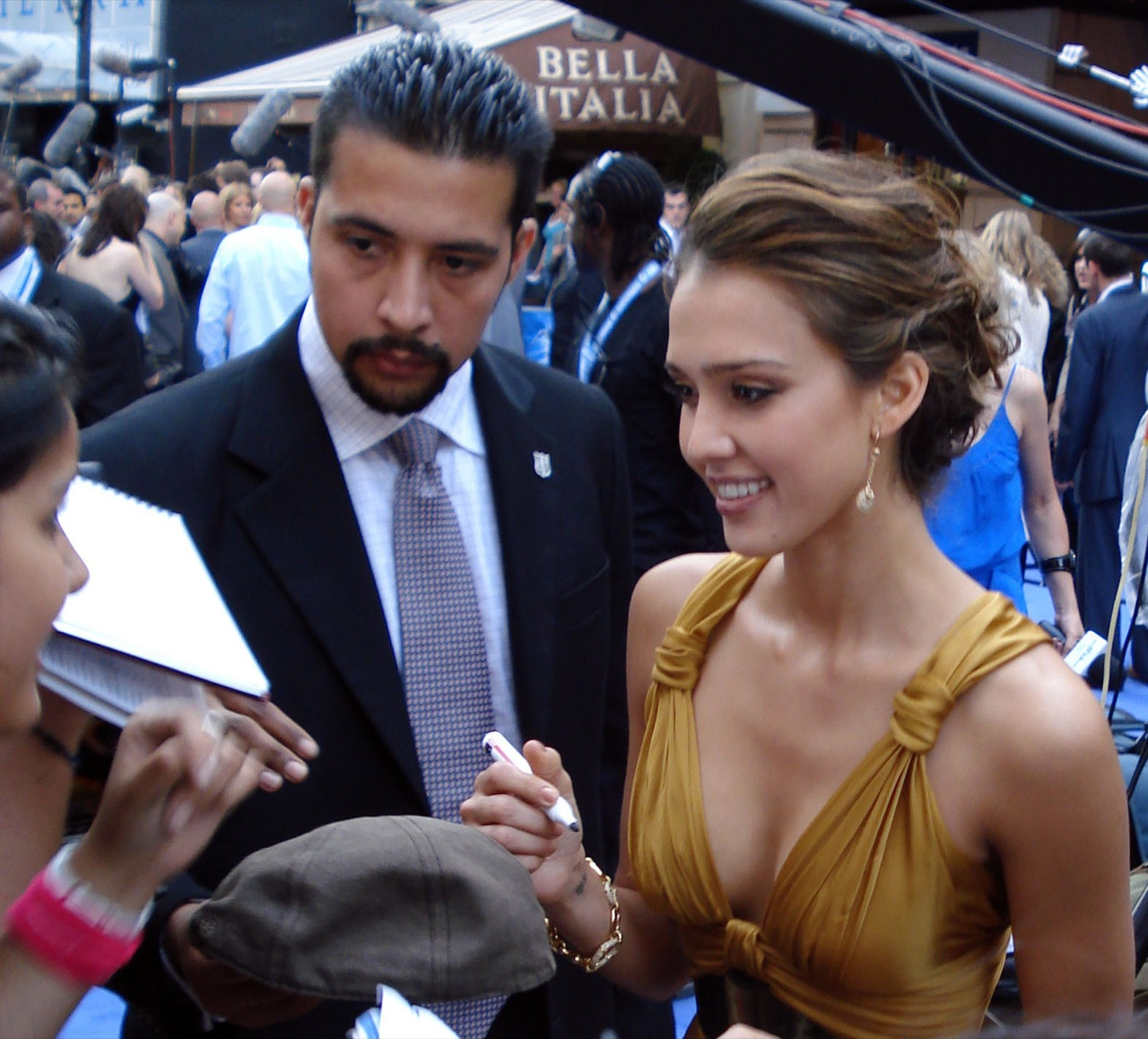
Альба в 2007 году в Лондоне, на премьере «Фантастической четвёрки»

Во время съёмок сериала «Тёмный ангел» в январе 2000 года Джессика начала встречаться со своим партнёром по кадру Майклом Уэзерли, что вызвало споры из-за их двенадцатилетней разницы в возрасте. Уэзерли сделал Альбе предложение на её двадцатый день рождения, и Джессика согласилась. В августе 2003 Альба и Уэзерли объявили, что они прекратили свои отношения. Позже Альба сказала, что разница в возрасте для неё роли не играет, и что она предполагала себе таких партнёров, как Морган Фримен, Шон Коннери, Роберт Редфорд и Майкл Кейн.
В 2004 году, на съёмках «Фантастической четвёрки», Джессика начала встречаться с Кэшем Уорреном. 27 декабря 2007 Альба и Уоррен объявили, что они помолвлены. Их свадьба состоялась в понедельник 19 мая 2008 года, в Лос-Анджелесе. 7 июня 2008 года у Джессики родилась дочь, названная Онор Мари Уоррен (англ. Honor Marie Warren, от англ. Honor — честь). Первые фотографии дочери появились в журнале OK!, который заплатил Джессике 1,5 млн долларов. 13 августа 2011 года у пары родилась вторая дочь — Хэвен Гарнер Уоррен. 31 декабря 2017 года родился сын Хэйес Альба Уоррен.

### Благотворительность и политика
В 2005 году на Каннском кинофестивале Джессика Альба приняла участие в благотворительном проекте «amfAR», который помогает больным СПИДом. Альба вызвала «величайший переполох», пообещав сыграть бесплатно в одном из фильмов кинотрилогии «Властелин колец» продюсера Боба Вайнштейна, если тот согласится заплатить 100 000 $ за урок с профессиональными теннисистами Моникой Селеш и Борисом Беккером.
Благотворительная деятельность Джессики включает в себя участие в проектах ряда организаций и фондов, таких как «Clothes Off Our Back», «Habitat for Humanity», Национального центра по делам пропавших и эксплуатируемых детей (англ. National Center for Missing and Exploited Children), «Project HOME», «RADD», «Revlon Run/Walk for Women», «SOS Children Villages», «Soles4Souls» и «Step up». Актриса является послом движения «1Goal» по обеспечению образования детей в Африке.
Альба открыто одобрила и поддержала кандидата в президенты от Демократической партии Барака Обаму в 2008 году. Джессика Альба позировала для рекламной кампании англ. Declare Yourself, кампании по привлечению избирателей среди молодёжи во время выборов президента в США в 2008 году. Фотографии Марка Лиддела (Mark Liddell), изображающие Джессику завёрнутой в чёрную ленту и с кляпом во рту, привлекли внимание средств массовой информации. Некоторые из них назвали подобные материалы «шокирующими». На что Альба заявила, что данные фотографии её никак не оскорбляют. Она добавила, что считает, что молодые люди должны быть более активны политически, а также, что «люди реагируют на вещи, которые их шокируют».
В июне 2009 года, во время съёмок фильма «Убийца внутри меня» в Оклахома-Сити, Альба оказалась вовлечена в конфликт с местными жителями из-за развешанных плакатов с акулами по всему городу. Актриса сказала, что она пыталась привлечь внимание к сокращению численности белых акул. СМИ предположили, что Альба будет обвинена в вандализме. 16 июня 2009 полиция Оклахома-Сити заявила, что не будет возбуждать дело против Джессики Альбы, потому что никто из владельцев недвижимости, на которой были развешаны плакаты, не стал настаивать на судебном преследовании. Альба извинилась в заявлении журналу People и сказала, что она сожалеет о своих действиях.
В 2011 году Альба приняла участие в двухдневном лоббировании в Вашингтоне в поддержку Safe Chemicals Act, пересмотра закона США о контроле за токсичными веществами 1976 года.

### Предпринимательская деятельность
В 2011 году Альба становится соосновательницей компании потребительских товаров The Honest Company, производящей нетоксичные продукты. В 2014 году стоимость компании составила более 1 млрд долларов, что стало большой неожиданностью для многих аналитиков. По данным журнала Forbes, Альбе принадлежит от 15 % до 20 % компании, и следовательно её пакет акций стоит около 200 млн $. Фотография Джессики появилась на обложке июньского номера Forbes в 2015 году. В 2016 году Альба попала на 34-е место в рейтинге Forbes самых богатых предпринимателей Америки моложе 40 лет.

## Фильмография
| Год       |    | Русское название                                         | Оригинальное название                     | Роль                          |
| --------- | -- | -------------------------------------------------------- | ----------------------------------------- | ----------------------------- |
| 1994      | ф  | Затерянный лагерь                                        | Camp Nowhere                              | Гэйл Томсон                   |
| 1994      | с  | Тайный мир Алекс Мак                                     | The Secret World of Alex Mack             | Джессика Джонас               |
| 1995—1997 | с  | Флиппер                                                  | Flipper                                   | Майя Элл Грэхэм               |
| 1995      | ф  | Восход Венеры                                            | Venus Rising                              | молодая Ева                   |
| 1996      | с  | Специальный выпуск после школы                           | ABC After School Specials                 | Кристи                        |
| 1996      | с  | Надежда Чикаго                                           | Chicago Hope                              | Флори Эрнандес                |
| 1998      | с  | Южный Бруклин                                            | Brooklyn South                            | Медисса Хауэр                 |
| 1998      | с  | Беверли-Хиллз, 90210                                     | Beverly Hills, 90210                      | Лиэнн                         |
| 1998      | с  | Лодка любви: Следующая волна                             | The Love Boat: The Next Wave              | Лэйла                         |
| 1999      | ф  | Панки                                                    | P.U.N.K.S.                                | Саманта Свобода               |
| 1999      | ф  | Нецелованная                                             | Never Been Kissed                         | Кирстен Лиозис                |
| 1999      | ф  | Рука-убийца                                              | Idle Hands                                | Молли                         |
| 2000      | ф  | Паранойя                                                 | Paranoid                                  | Хлоя Кин                      |
| 2000—2002 | с  | Тёмный ангел                                             | Dark Angel                                | Макс Гевара / X5-452          |
| 2003      | ф  | Интимный словарь                                         | The Sleeping Dictionary                   | Селима                        |
| 2003      | ф  | Лапочка                                                  | Honey                                     | Хани Дэниэлс                  |
| 2004      | с  | Красавцы                                                 | Entourage                                 | в роли себя                   |
| 2005      | ф  | Город грехов                                             | Sin City                                  | Нэнси Каллахан                |
| 2005      | ф  | Фантастическая четвёрка                                  | Fantastic Four                            | Сьюзан Шторм / Невидимая леди |
| 2005      | ф  | Добро пожаловать в рай!                                  | Into the Blue                             | Сэм Николсон                  |
| 2007      | ф  | Фантастическая четвёрка 2: Вторжение Серебряного сёрфера | Fantastic Four: Rise of the Silver Surfer | Сьюзан Шторм / Невидимая леди |
| 2007      | ф  | Удачи, Чак                                               | Good Luck Chuck                           | Кэм Вэкслер                   |
| 2007      | ф  | Десять                                                   | The Ten                                   | Лиз Энн Блэйзер               |
| 2007      | ф  | Наркоз                                                   | Awake                                     | Сэм Локвуд                    |
| 2007      | ф  | Привет, Билл!                                            | Meet Bill                                 | Люси                          |
| 2008      | ф  | Глаз                                                     | The Eye                                   | Синди Уэллс                   |
| 2008      | ф  | Секс Гуру                                                | The Love Guru                             | Джейн Буллард                 |
| 2009      | с  | Офис                                                     | The Office                                | Софи                          |
| 2010      | ф  | Убийца внутри меня                                       | The Killer Inside Me                      | Джойс Лейклэнд                |
| 2010      | ф  | День Святого Валентина                                   | Valentine’s Day                           | Морли Кларксон                |
| 2010      | ф  | Мачете                                                   | Machete                                   | Сартана Ривера                |
| 2010      | ф  | Тайный знак                                              | An Invisible Sign                         | Мона Грей                     |
| 2010      | ф  | Знакомство с Факерами 2                                  | Little Fockers                            | Энди Гарсия                   |
| 2011      | ф  | Дети шпионов 4D                                          | Spy Kids 4: All the Time in the World     | Марисса Кортес Уилсон         |
| 2013      | ф  | Взрослые дети развода                                    | A.C.O.D.                                  | Мишель                        |
| 2013      | мф | Побег с планеты Земля                                    | Escape from Planet Earth                  | озвучка                       |
| 2013      | ф  | Мачете убивает                                           | Machete Kills                             | Сартана Ривера                |
| 2014      | ф  | Город грехов 2: Женщина, ради которой стоит убивать      | Sin City: A Dame to Kill For              | Нэнси Каллахан                |
| 2014      | ф  | Драйвер на ночь                                          | Stretch                                   | Чарли                         |
| 2014      | ф  | Как заниматься любовью по-английски                      | How to Make Love Like an Englishman       | Кейт                          |
| 2014      | с  | Трофеи Вавилона                                          | The Spoils of Babylon                     | Дикси Меллонворт              |
| 2015      | ф  | Антураж                                                  | Entourage                                 | в роли себя                   |
| 2015      | ф  | Особо опасна                                             | Barely Lethal                             | Виктория Нокс                 |
| 2016      | ф  | Дорогая Элеонора                                         | Dear Eleanor                              | Дейзи                         |
| 2016      | ф  | Вуаль                                                    | The Veil                                  | Мэгги Прайс                   |
| 2016      | ф  | Механик: Воскрешение                                     | Mechanic: Resurrection                    | Джина Торнтон                 |
| 2017      | ф  | Рождество в Эль-Камино                                   | El Camino Christmas                       | Бэт Флауэрс                   |
| 2018      | с  | Ничего не происходит                                     | No Activity                               | в роли себя                   |
| 2019      | ф  | Клуб анонимных киллеров                                  | Killers Anonymous                         | Джейд                         |
| 2019—2020 | с  | Лучшие в Лос-Анджелесе                                   | L.A.’s Finest                             | Нэнси Маккенна                |
| 2024      | ф  | Не для слабонервных                                      | Trigger Warning                           | Паркер                        |
| 2025      | ф  | Братья Мазерати                                          | Maserati: The Brothers                    | Сандра                        |

## Награды и номинации
По данным Internet Movie Database
| Год  | Награда                      | Категория                                     | Фильм/Сериал                                                             | Результат |
| ---- | ---------------------------- | --------------------------------------------- | ------------------------------------------------------------------------ | --------- |
| 1998 | YoungStar Award              | Лучшая молодая актриса дневного телесериала   | Флиппер                                                                  | Номинация |
| 2001 | Saturn Award                 | Лучшая телеактриса                            | Тёмный ангел                                                             | Победа    |
| 2001 | Special Achievement Award    | Перспективная актриса года                    | Тёмный ангел                                                             | Победа    |
| 2001 | ALMA Award                   | Выдающаяся актриса нового сериала             | Тёмный ангел                                                             | Номинация |
| 2001 | Золотой глобус               | Лучшая женская роль в телесериале — драма     | Тёмный ангел                                                             | Номинация |
| 2001 | TV Guide Award               | Прорыв года                                   | Тёмный ангел                                                             | Победа    |
| 2001 | TV Guide Award               | Актриса года нового сериала                   | Тёмный ангел                                                             | Номинация |
| 2001 | Teen Choice Award            | Лучшая актриса                                | Тёмный ангел                                                             | Победа    |
| 2001 | Young Artist Award           | Лучшая молодая актриса сериала в главной роли | Тёмный ангел                                                             | Номинация |
| 2002 | ALMA Award                   | Выдающаяся актриса в телесериале              | Тёмный ангел                                                             | Номинация |
| 2002 | Saturn Award                 | Лучшая телеактриса                            | Тёмный ангел                                                             | Номинация |
| 2002 | Blimp Award                  | Лучшая женщина-киногерой                      | Тёмный ангел                                                             | Номинация |
| 2002 | Teen Choice Award            | Лучшая телеактриса, драма                     | Тёмный ангел                                                             | Номинация |
| 2003 | DVD Exclusive Awards         | Лучшая женская роль в фильме                  | Интимный словарь                                                         | Победа    |
| 2004 | Teen Choice Award            | Лучший поцелуй                                | Лапочка                                                                  | Номинация |
| 2004 | Teen Choice Award            | Choice Movie Chemistry                        | Лапочка                                                                  | Номинация |
| 2004 | Teen Choice Award            | Лучшая актриса: драма/экшн                    | Лапочка                                                                  | Номинация |
| 2004 | Teen Choice Award            | Лучшая тематическая женская роль              | Лапочка                                                                  | Номинация |
| 2005 | Young Hollywood Award        | Будущая суперзвезда                           |                                                                          | Победа    |
| 2005 | Teen Choice Award            | Лучшая актриса: экшн/триллер                  | Город грехов                                                             | Номинация |
| 2006 | ALMA Award                   | Лучшая актриса второго плана                  | Город грехов                                                             | Номинация |
| 2006 | Выбор телевизионных критиков | Лучший актёрский ансамбль                     | Город грехов                                                             | Номинация |
| 2006 | Saturn Award                 | Лучшая актриса второго плана                  | Город грехов                                                             | Номинация |
| 2006 | MTV Movie Award              | Сексуальная актёрская игра                    | Город грехов                                                             | Победа    |
| 2006 | MTV Movie Award              | Лучший герой                                  | Фантастическая четвёрка                                                  | Номинация |
| 2006 | MTV Movie Award              | Лучшая команда                                | Фантастическая четвёрка                                                  | Номинация |
| 2006 | Imagen Award                 | Лучшая актриса                                | Фантастическая четвёрка                                                  | Номинация |
| 2006 | Blimp Award                  | Лучшая актриса                                | Фантастическая четвёрка                                                  | Номинация |
| 2006 | Teen Choice Award            | Лучшая актриса: драма/экшн                    | Фантастическая четвёрка                                                  | Номинация |
| 2006 | Золотая малина               | Худшая актриса                                | Фантастическая четвёрка Добро пожаловать в рай!                          | Номинация |
| 2007 | TV Land Award                | Звезда большого и малого экрана (Женщины)     |                                                                          | Номинация |
| 2007 | Spike Guys' Choice Awards    | Горячая Джессика                              | Победа                                                                   |           |
| 2007 | Teen Choice Award            | Лучшая актриса: экшн/приключения              | Фантастическая четвёрка 2                                                | Номинация |
| 2007 | Teen Choice Award            | Choice Movie: Hissy Fit                       | Фантастическая четвёрка 2                                                | Номинация |
| 2008 | Blimp Award                  | Лучшая звезда фильма                          | Фантастическая четвёрка 2                                                | Победа    |
| 2008 | Выбор народа                 | Лучшая актриса фильма жанра экшн              |                                                                          | Номинация |
| 2008 | Выбор народа                 | Лучшая главная героиня                        | Номинация                                                                |           |
| 2008 | Золотая малина               | Худшая актриса                                | Наркоз Фантастическая четвёрка 2 Удачи, Чак                              | Номинация |
| 2008 | Золотая малина               | Худшая пара                                   | Наркоз Фантастическая четвёрка 2 Удачи, Чак                              | Номинация |
| 2008 | Teen Choice Award            | Лучшая актриса: ужасы/триллер                 | Глаз                                                                     | Победа    |
| 2009 | ALMA Award                   | Актриса телекомедии                           | Офис                                                                     | Номинация |
| 2009 | Золотая малина               | Худшая актриса                                | Глаз Секс-гуру                                                           | Номинация |
| 2011 | ALMA Award                   | Лучшая актриса: драма/приключения             | Мачете                                                                   | Победа    |
| 2011 | Золотая малина               | Худшая женская роль второго плана             | Мачете Убийца внутри меня День Святого Валентина Знакомство с Факерами 2 | Победа    |
| 2012 | Blimp Award                  | Favorite Butt Kicker                          | Дети шпионов 4D                                                          | Номинация |